# Строитель (футбольный клуб, Хабаровск)
Строитель — советский футбольный клуб из Хабаровска. Основан не позднее 1968 года.

## Достижения
- Во второй лиге — 12 место (в зональном турнире класса «Б» 1968 год).